# Juan Carlos Friebe
Juan Carlos Friebe Olmedo (Granada, 12 de enero de 1968), miembro de número de la Academia de Buenas Letras de Granada, es un poeta español cuya creación está vinculada tanto al mundo de la música como al de las artes plásticas, escénicas y gráficas. Premio de Poesía Villa de Peligros (1991) y Premio Nacional de Poesía Paloma Navarro (2007). 

## Trayectoria poética
Hijo de padre alemán y madre española, Juan Carlos Friebe cursó estudios de derecho en la Universidad de Granada. En 1992 publica Anecdotario, libro recopilatorio de poemas juveniles escritos entre 1981 y 1989 con el que había obtenido el premio Villa de Peligros. En 1994, quedó finalista del II Certamen Internacional de Poesía Gabriel Celaya con su libro Poemas perplejos, publicado en 1995. Sus siguientes obras llevan por título Aria contra coral (2001); Las briznas: poemas para consuelo de Hugo van der Goes (2007), libro con el que había obtenido el II Premio Nacional de Poesía Paloma Navarro; Hojas de morera (2008); y Poemas a quemarropa (2011), obra que mereció una positiva atención crítica). En 2015 aparece Antagonía / Aνταγονíα, una amplia selección del conjunto su labor poética, traducida al griego y ofrecida en edición bilingüe. En 2021 publica Enseñando a nadar a la mujer casada.</ref>.

## Actividades poéticas, editoriales y artísticas
Como traductor, colabora con Cristina Rodríguez en la adaptación al español del poemario Sohailin Lumous, del finés Erkki Vepsäläinen, publicado con el título Sohailin Lumous / Embrujo de Sohail (Granada, Método ediciones / Entremusas, 2005); y, en 2013, prologa An die Melancholie / A la melancolía, de Friedrich Nietzsche en versión de Jesús Munárriz. También ha participado con la Asociación Colegial de Escritores (ACE) Traductores en Granada en la difusión de la literatura sueca a través de conferencias, mesas redondas y lecturas públicas de autores como August Strindberg, Tomas Tranströmer, Karin Boye y Harry Martinson.
En cuanto a sus colaboraciones con el mundo del arte flamenco, en 2011 publica Las canciones de la vereda, un conjunto de coplas de distintos palos escrito para el cantaor Manuel Heredia. Compone el drama lírico Romanza de Narciso y Eco para el cuadro flamenco en tres actos estrenado por la bailaora Rosa Zárate en el Festival Internacional de Música y Danza de Granada (FEX), en sus ediciones de 2011 y 2012. 
Participa junto a pintores y artistas en exposiciones e instalaciones como las de la grabadora María José de Córdoba ‒Mundos paralelos. Poesía y grabado (Granada, Galería de Arte Cartel, 2002)‒; la del pintor Valentín Albardíaz ‒Un kilim para Rimbaud y otras pinturas (Santa Fe, Granada, Instituto de América, 2009)‒; y las del artista Jaime García, Tres estancias de un apartamento burgués (Santa Fe, Granada, Instituto de América, 2007) y El sueño de Isabel (Granada, Archivo Manuel de Falla, 2010). Junto a Jaime García colabora, además de en la plataforma Geometría del Desconcierto Ediciones, en el proyecto digital y correlato visual Los viajes de Dionisos, así como en el libreto Las bacantes, poema escénico basado en la tragedia de Eurípides, con música del compositor croata Frano Kakarigi. 
Entre 2008 y 2011 coordinó la actividad divulgativa de poesía contemporánea Encuentros en la biblioteca de la Cátedra Federico García Lorca de la Universidad de Granada en colaboración con la Biblioteca de Andalucía. Como parte de su labor de extensión de la poesía, ha colaborado en numerosas actividades docentes, entre las que sobresale ser profesor del Máster en Creación Literaria de la Universidad de Granada. En 2021 es elegido académico de número, letra H, de la Academia de Buenas Letras de Granada.

## Libros de poesía
- Anecdotario. Granada: Diputación Provincial, Premio de Poesía Villa de Peligros. 1992.
- Poemas perplejos. Torredonjimeno: Ayuntamiento, Accésit Certamen Internacional de Poesía Gabriel Celaya. 1995.
- Poemas perplejos. (Segunda edición con prólogo de Alejandro Pedregosa y epílogo del autor) Granada: Geometría del Desconcierto. 2013.
- Aria contra coral. Granada: Diputación Provincial. 2001.
- Las briznas: poemas para consuelo de Hugo van der Goes. Sevilla: Point de Lunettes Ediciones. 2007.
- Poemas a quemarropa. Sevilla: Point de Lunettes Ediciones. 2011.
- Antagonía / Aνταγονíα (Traducción de Nancy Angeli). Granada: Editorial Nazarí. 2015.
- Enseñando a nadar a la mujer casada. Granada: Ediciones Esdrújula, 2021

## Obra en antologías
- Entre desiertos. Ayuntamiento de Peligros. 2004.
- Javier Benítez, Andrea Perciaccante y Alfonso Salazar (Eds.) (2007). Vitolas del Anaïs. Granada: Cuadernos del Vigía.
- Brindis. Granada: Asociación Cultural Diente de Oro. 2009.
- Poetas en abril. Granada: Editorial Alea Blanca. 2010.
- Poesía en el Palacio (2009-2011). Antología. Granada: Ayuntamiento de Granada, col. Granada Literaria. 2011.
- Desahuciados. Crónicas de la crisis. Granada: Ediciones Traspiés. 2013.
- La luna en verso. Granada: Editorial Entorno Gráfico. 2013.
- 40+4 Años de Tigres en el jardín. Sevilla: Point de Lunettes. 2014.
- Con vivencias. Granada: Editorial Universidad de Granada-MADOC. 2014.

## Otras publicaciones
- Juan Carlos Friebe y María José de Córdoba (2002). Mundos paralelos. Poesía y grabado (Catálogo). Granada: Galería de Arte Cartel.
- “Textos para una instalación de Jaime García con música de Frano Kakarigi”, en Jaime García, (2007). Tres estancias de un apartamento burgués. Santa Fe (Granada): Instituto de América.
- Hojas de morera. Granada: Geometría del Desconcierto. 2008.
- “Polinizaciones”, en Valentín Albardíaz, (2009). Un kilim para Rimbaud y otras pinturas. Santa Fe (Granada): Instituto de América.
- Juan Carlos Friebe y Jaime García (2009). Geometría del Desconcierto: Las bacantes. Granada: Geometría del Desconcierto.
- Textos, en Jaime García (2010). El sueño de Isabel. Granada: Archivo Manuel de Falla.
- Las canciones de la vereda. Granada: Los cartones del Diente de Oro. 2011.
- Introducción, en Freiderich Nietzsche (2013). An die Melancholie / A la melancolía. Granada: Geometría del Desconcierto.